# 八幡 (多賀城市)
八幡（やわた）は、宮城県多賀城市の町丁・大字であり、八幡一丁目から八幡四丁目までと小字を擁する。郵便番号は985-0874。多賀城市によると2021年8月末時点の人口は4,117人、世帯数は2,002世帯である。

## 地理
多賀城市の南部に位置し、東は桜木と、西は高橋と、北は中央や東田中と、南は町前や仙台市宮城野区中野などと接する。

### 小字
仙台法務局塩竈支局の「多賀城市登記所備付地図データ」（2024年10月5日時点）、デジタル庁公表のアドレス・ベース・レジストリの「宮城県町字マスターデータセット」（2024年8月13日時点）、運輸局公表の「東北運輸局宮城運輸支局住所コード表」（2024年11月1日時点）および多賀城市公表の「多賀城市の地名一覧」によれば、八幡の小字は以下の通りである。
| 字   | 字         | 出典 | 出典         | 出典     | 出典   |
| 大字 | 小字       | 登記 | 町字マスター | 地名一覧 | 運輸局 |
| ---- | ---------- | ---- | ------------ | -------- | ------ |
| 八幡 | 字一本柳   | ○    | ○            | ○        | ○      |
| 八幡 | 字堰根     | ○    | ○            | ×        | ×      |
| 八幡 | 字下一本柳 | ○    | ○            | ×        | ×      |
| 八幡 | 字古川     | ×    | ○            | ×        | ×      |
| 八幡 | 字庚田     | ○    | ○            | ○        | ○      |
| 八幡 | 字砂押     | ○    | ○            | ○        | ○      |
| 八幡 | 字砂山     | ○    | ○            | ○        | ○      |
| 八幡 | 字十文字   | ○    | ○            | ×        | ×      |
| 八幡 | 字水押     | ×    | ○            | ×        | ×      |
| 八幡 | 字西脇     | ○    | ○            | ○        | ○      |
| 八幡 | 字中谷地東 | ○    | ○            | ×        | ×      |
| 八幡 | 字六貫田   | ○    | ○            | ○        | ○      |

### 河川
- 砂押川

## 施設
- 多賀城郵便局[8]
- 七十七銀行多賀城支店[9]
- 多賀城市立多賀城八幡小学校
- 杜の都信用金庫多賀城支店[10]
- 仙台銀行多賀城支店[11]

## 名所・旧跡・観光スポット・祭事・催事

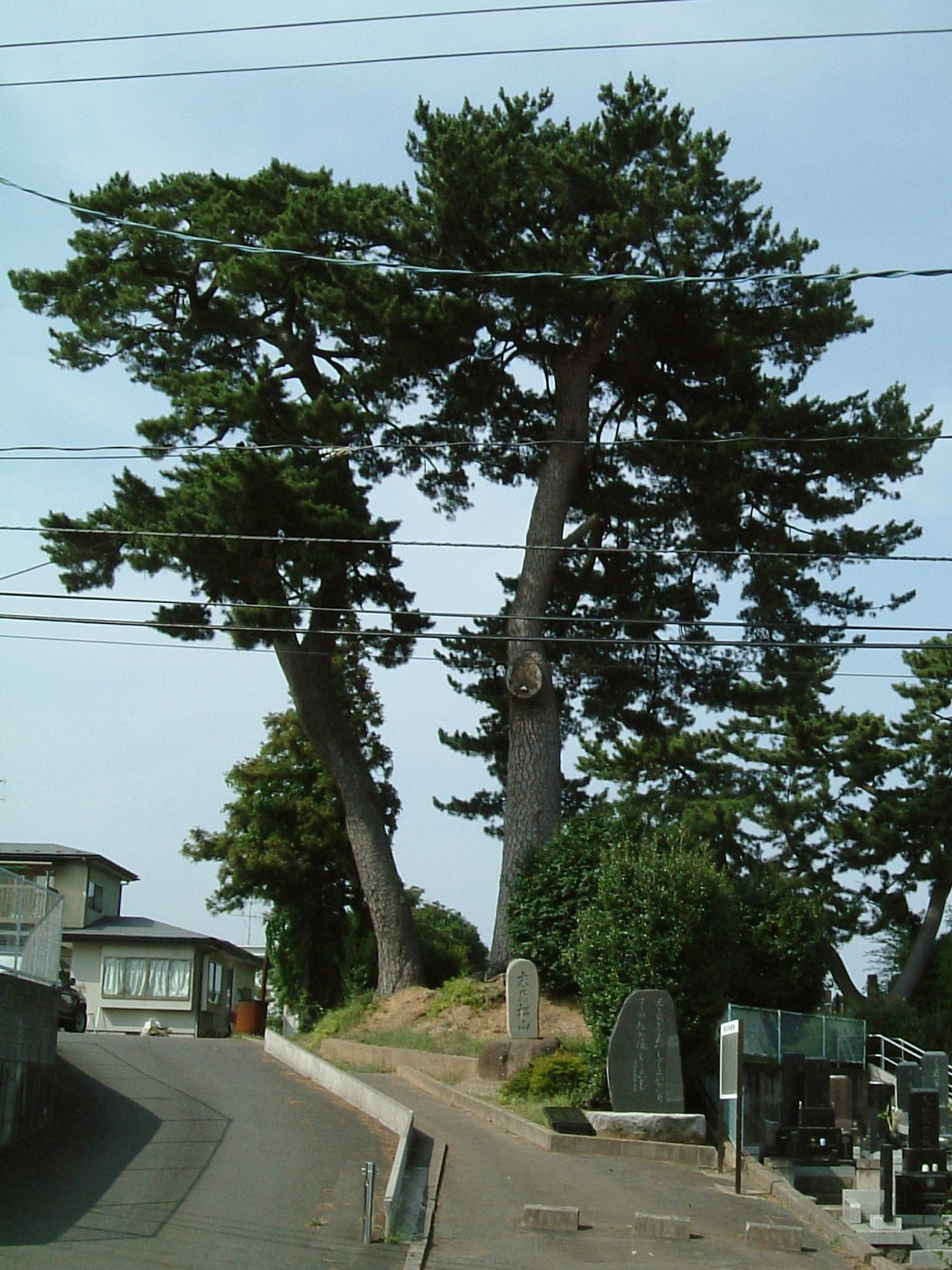
末の松山

- 末の松山
- 八幡荘

## 交通

### 鉄道
域内に鉄道駅はないが、最寄駅は多賀城駅（JR仙石線）や中野栄駅（JR仙石線）が挙げられる。

### 道路
- 国道45号
- 宮城県道58号塩釜七ヶ浜多賀城線
- 宮城県道143号多賀城停車場線
- 常磐自動車道
- 都市計画道路清水沢多賀城線[12][13]
- 都市計画道路笠神八幡線[13]

### バス
域内を走るバス路線および停留所は以下の通りである。
- 仙塩交通
  - 多賀城西部線
    - 多賀城工場入口停留所 - 都石停留所 - 笠神新橋停留所
- ミヤコーバス
  - 荒井多賀城線：2020年4月25日から運休している[14]。
    - 末の松山停留所
- 七ヶ浜町民バス
  - ぐるりんこ
    - 多賀城工場入口停留所 - 都石停留所 - 笠神新橋停留所

## 統計
2021年（令和3年）8月31日時点での域内の世帯数および人口は以下の通りである。
| 住所         | 世帯数  | 男    | 女    | 計      |
| ------------ | ------- | ----- | ----- | ------- |
| 八幡一丁目   | 175世帯 | 189人 | 182人 | 371人   |
| 八幡二丁目   | 829世帯 | 890人 | 873人 | 1,763人 |
| 八幡三丁目   | 419世帯 | 431人 | 441人 | 872人   |
| 八幡四丁目   | 327世帯 | 298人 | 311人 | 609人   |
| 八幡字一本柳 | 34世帯  | 37人  | 39人  | 76人    |
| 八幡字庚田   | 113世帯 | 127人 | 108人 | 235人   |
| 八幡字砂押   | 2世帯   | 4人   | 6人   | 10人    |
| 八幡字砂山   | 6世帯   | 10人  | 12人  | 22人    |
| 八幡字西脇   | 1世帯   | 1人   | 1人   | 2人     |
| 八幡字六貫田 | 96世帯  | 84人  | 73人  | 157人   |

## 東日本大震災
2012年11月30日時点の世代・男女別の犠牲者・死亡率は以下の通りである。
| 世代と性別 | 死者 | 死亡率 | 当時の人口 |
| ---------- | ---- | ------ | ---------- |
| 男性       | 8    | 0.37%  | 2,175      |
| 女性       | 7    | 0.33%  | 2,135      |
| 15歳未満   | 0    | 0.00%  | 612        |
| 15 - 64歳  | 7    | 0.24%  | 2,944      |
| 65歳以上   | 8    | 1.11%  | 723        |
| 合計       | 15   | 0.35%  | 4,310      |

なお、域内はほぼ全域が浸水による被害を受けた。

## 行政区・学区
域内の行政区と市立小・中学校に通う場合の学区は以下の通りである。
| 住所       | 番地     | 行政区   | 小学校                     | 中学校                 |
| ---------- | -------- | -------- | -------------------------- | ---------------------- |
| 大字八幡   | 全域     | 八幡上二 | 多賀城市立多賀城八幡小学校 | 多賀城市立高崎中学校   |
| 八幡一丁目 | 1～6番   | 八幡上二 | 多賀城市立多賀城八幡小学校 | 多賀城市立高崎中学校   |
| 八幡二丁目 | 1番      | 八幡上一 | 多賀城市立多賀城八幡小学校 | 多賀城市立高崎中学校   |
| 八幡二丁目 | 1番      | 八幡上二 | 多賀城市立多賀城八幡小学校 | 多賀城市立高崎中学校   |
| 八幡二丁目 | 2番      | 八幡上一 | 多賀城市立多賀城八幡小学校 | 多賀城市立高崎中学校   |
| 八幡二丁目 | 2番      | 八幡上二 | 多賀城市立多賀城八幡小学校 | 多賀城市立高崎中学校   |
| 八幡二丁目 | 3番      | 八幡上一 | 多賀城市立多賀城八幡小学校 | 多賀城市立高崎中学校   |
| 八幡二丁目 | 4番      | 八幡上一 | 多賀城市立多賀城八幡小学校 | 多賀城市立高崎中学校   |
| 八幡二丁目 | 4番      | 八幡下一 | 多賀城市立多賀城八幡小学校 | 多賀城市立高崎中学校   |
| 八幡二丁目 | 5〜7番   | 八幡下一 | 多賀城市立多賀城八幡小学校 | 多賀城市立高崎中学校   |
| 八幡二丁目 | 8〜13番  | 八幡上一 | 多賀城市立多賀城八幡小学校 | 多賀城市立高崎中学校   |
| 八幡二丁目 | 14〜15番 | 八幡上二 | 多賀城市立多賀城八幡小学校 | 多賀城市立高崎中学校   |
| 八幡二丁目 | 16〜20番 | 八幡上一 | 多賀城市立多賀城八幡小学校 | 多賀城市立高崎中学校   |
| 八幡二丁目 | 21番     | 八幡上一 | 多賀城市立多賀城八幡小学校 | 多賀城市立高崎中学校   |
| 八幡二丁目 | 21番     | 八幡沖   | 多賀城市立多賀城八幡小学校 | 多賀城市立高崎中学校   |
| 八幡二丁目 | 22番     | 八幡上一 | 多賀城市立多賀城八幡小学校 | 多賀城市立高崎中学校   |
| 八幡二丁目 | 22番     | 八幡下一 | 多賀城市立多賀城八幡小学校 | 多賀城市立高崎中学校   |
| 八幡二丁目 | 23番     | 八幡上一 | 多賀城市立多賀城八幡小学校 | 多賀城市立高崎中学校   |
| 八幡二丁目 | 23番     | 八幡沖   | 多賀城市立多賀城八幡小学校 | 多賀城市立高崎中学校   |
| 八幡二丁目 | 24〜26番 | 八幡沖   | 多賀城市立多賀城八幡小学校 | 多賀城市立高崎中学校   |
| 八幡三丁目 | 1番      | 八幡下一 | 多賀城市立多賀城八幡小学校 | 多賀城市立高崎中学校   |
| 八幡三丁目 | 2〜6番   | 八幡下二 | 多賀城市立多賀城小学校     | 多賀城市立多賀城中学校 |
| 八幡三丁目 | 7番      | 八幡下二 | 多賀城市立多賀城小学校     | 多賀城市立多賀城中学校 |
| 八幡三丁目 | 7番      | 八幡沖   | 多賀城市立多賀城八幡小学校 | 多賀城市立高崎中学校   |
| 八幡三丁目 | 8番      | 八幡下一 | 多賀城市立多賀城小学校     | 多賀城市立多賀城中学校 |
| 八幡三丁目 | 8番      | 八幡下二 | 多賀城市立多賀城八幡小学校 | 多賀城市立高崎中学校   |
| 八幡三丁目 | 9〜11番  | 八幡下一 | 多賀城市立多賀城八幡小学校 | 多賀城市立高崎中学校   |
| 八幡三丁目 | 12番     | 八幡下一 | 多賀城市立多賀城八幡小学校 | 多賀城市立高崎中学校   |
| 八幡三丁目 | 八幡沖   |          | 多賀城市立多賀城八幡小学校 | 多賀城市立高崎中学校   |
| 八幡三丁目 | 13番     | 八幡下一 | 多賀城市立多賀城八幡小学校 | 多賀城市立高崎中学校   |
| 八幡三丁目 | 八幡沖   |          | 多賀城市立多賀城八幡小学校 | 多賀城市立高崎中学校   |
| 八幡三丁目 | 14〜16番 | 八幡沖   | 多賀城市立多賀城八幡小学校 | 多賀城市立高崎中学校   |
| 八幡四丁目 | 1〜2番   | 八幡沖   | 多賀城市立多賀城八幡小学校 | 多賀城市立高崎中学校   |
| 八幡四丁目 | 3〜8番   | 八幡下二 | 多賀城市立多賀城小学校     | 多賀城市立多賀城中学校 |